# محوطه ملک دره سی
محوطه ملک دره سی مربوط به عصر آهن - دوره اشکانیان است و در شهرستان ماهنشان، بخش انگوران، دهستان انگوران، روستای خضرشاه، کنار جاده خاکی خضرشاه، دندی واقع شده و این اثر در تاریخ ۲۷ بهمن ۱۳۸۷ با شمارهٔ ثبت ۲۴۶۰۴ به‌عنوان یکی از آثار ملی ایران به ثبت رسیده است.